# Carnival Inspiration
Die Carnival Inspiration war ein 1996 als Inspiration in Dienst gestelltes Kreuzfahrtschiff, das zuletzt von der US-amerikanischen Reederei Carnival Cruise Line eingesetzt wurde. Sie wurde als sechstes Schiff der aus acht Einheiten bestehenden Fantasy-Klasse gebaut.

## Geschichte
Das Schiff entstand als Inspiration unter der Baunummer NB 489 in der Werft der Kværner Masa Yards in Helsinki. Sie wurde am 30. Juni 1993 auf Kiel gelegt. Am 24. Mai 1995 wurde die Fantasy zu Wasser gelassen und am 22. Februar 1996 als sechstes von insgesamt acht Schiffen der Fantasy-Klasse an die Carnival Cruise Lines abgeliefert. Taufpatin war Mary Ann Shula, Ehefrau des American-Football-Trainers Don Shula.
Das Schiff kam unter der Flagge Panamas in Fahrt, Heimathafen wurde Panama. Die Indienststellung erfolgte nach der offiziellen Taufe in Miami am 16. März 1996. Im Jahr 2000 wurde Nassau zum neuen Heimathafen. Im Januar 2005 wurde das Schiff modernisiert.
2007 erhielt die Inspiration im Rahmen von Umbauarbeiten wie alle Schiffe in der Flotte der Reederei Carnival als Namenszusatz und hieß nun Carnival Inspiration. Nachdem die Carnival Inspiration zuvor in Tampa (Florida) stationiert war, war sie ab Dezember 2011 Long Beach (Kalifornien) der Ausgangspunkt ihrer Reisen, die zumeist Mexiko als Ziel hatten.
Im Zuge der COVID-19-Pandemie verkaufte Carnival Corporation die Carnival Inspiration und das Schwesterschiff Carnival Fantasy im Jahr 2020 an die türkischen Unternehmen Ege Çelik und Şimşekler zur Verschrottung in Aliağa (Türkei). Die Carnival Inspiration wurde am 5. August 2020 zum Abbruch gestrandet. Zunächst wurde das Schiff zwischen der Monarch und der Carnival Fantasy geparkt, später jedoch neu positioniert.

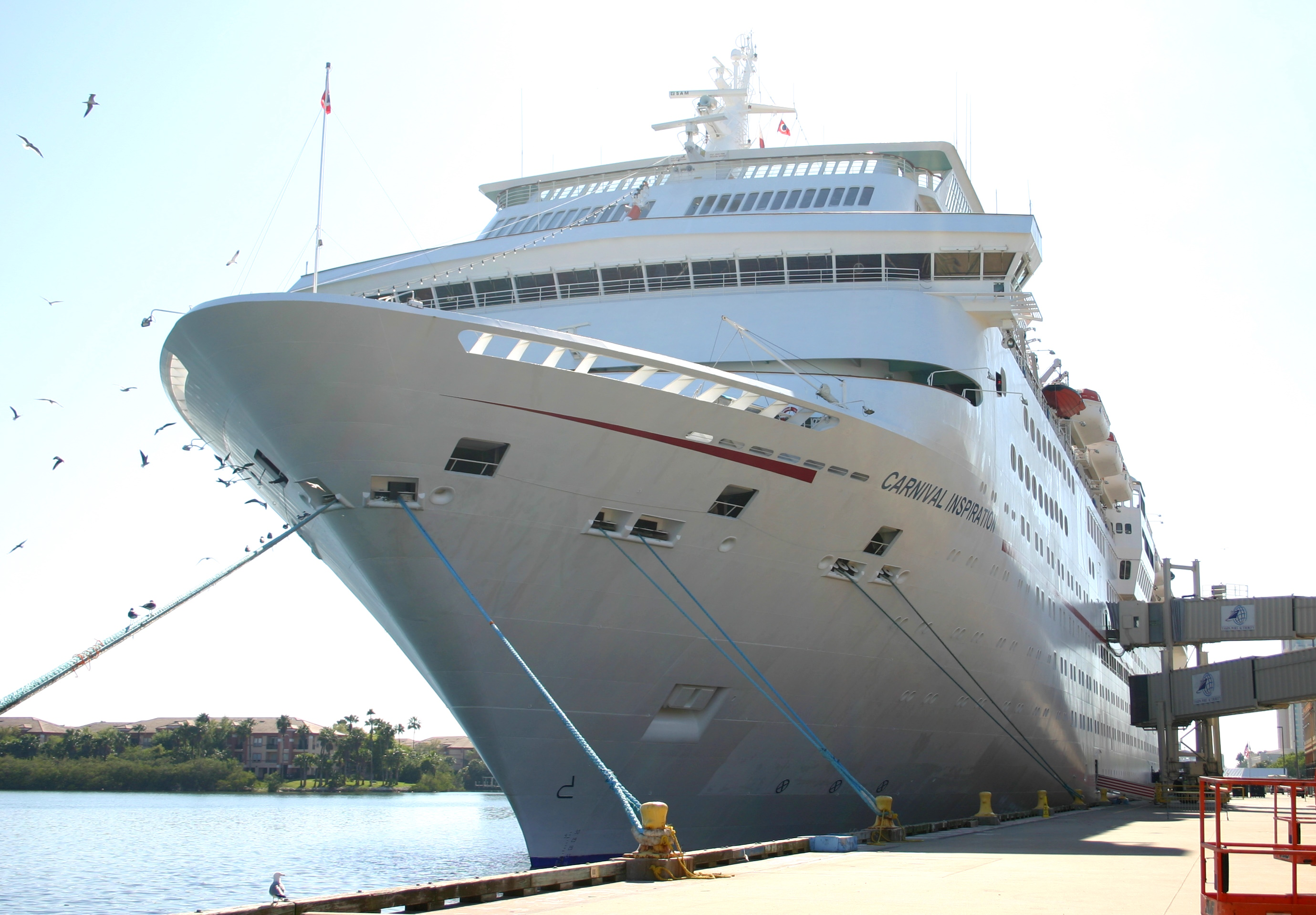

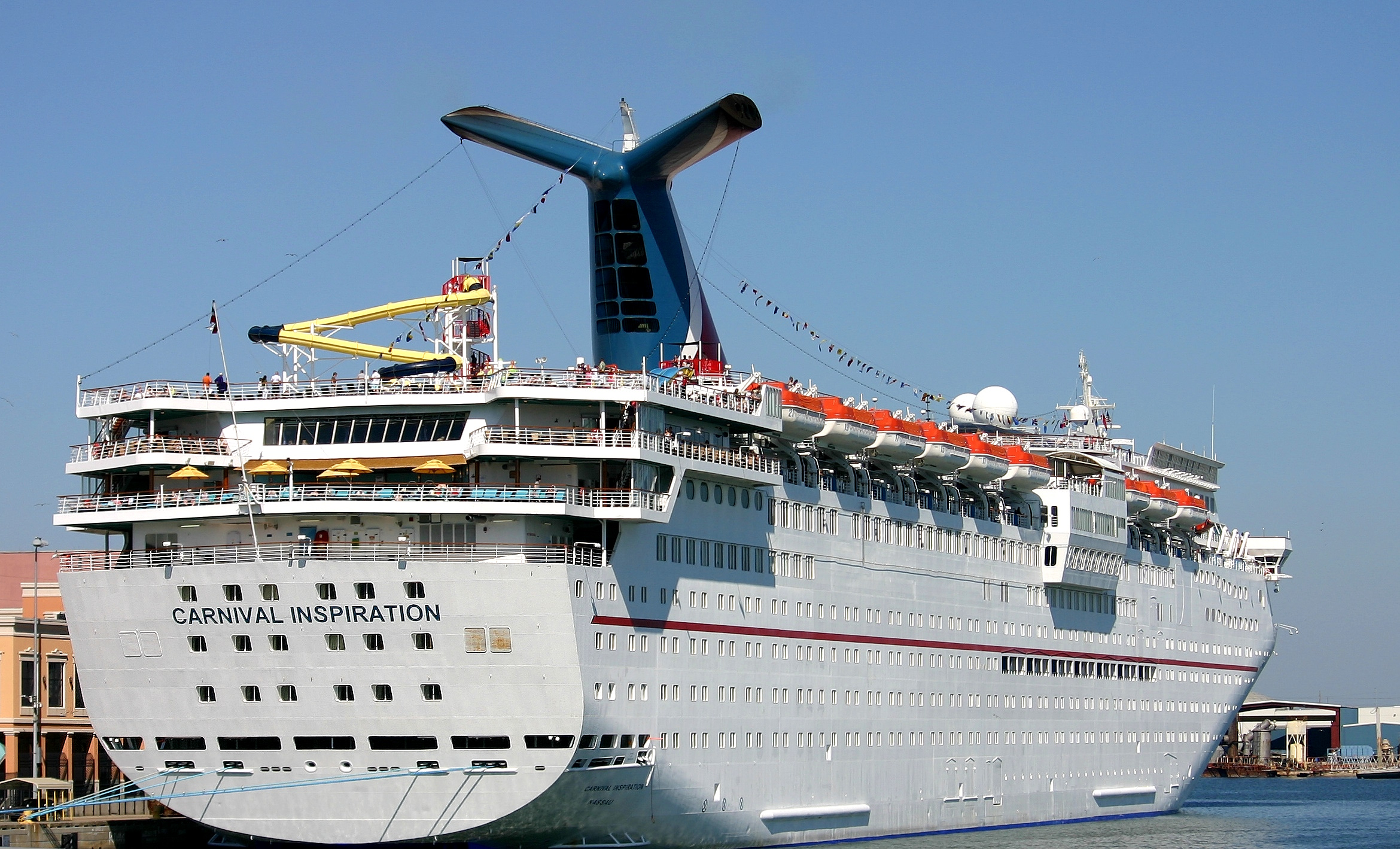

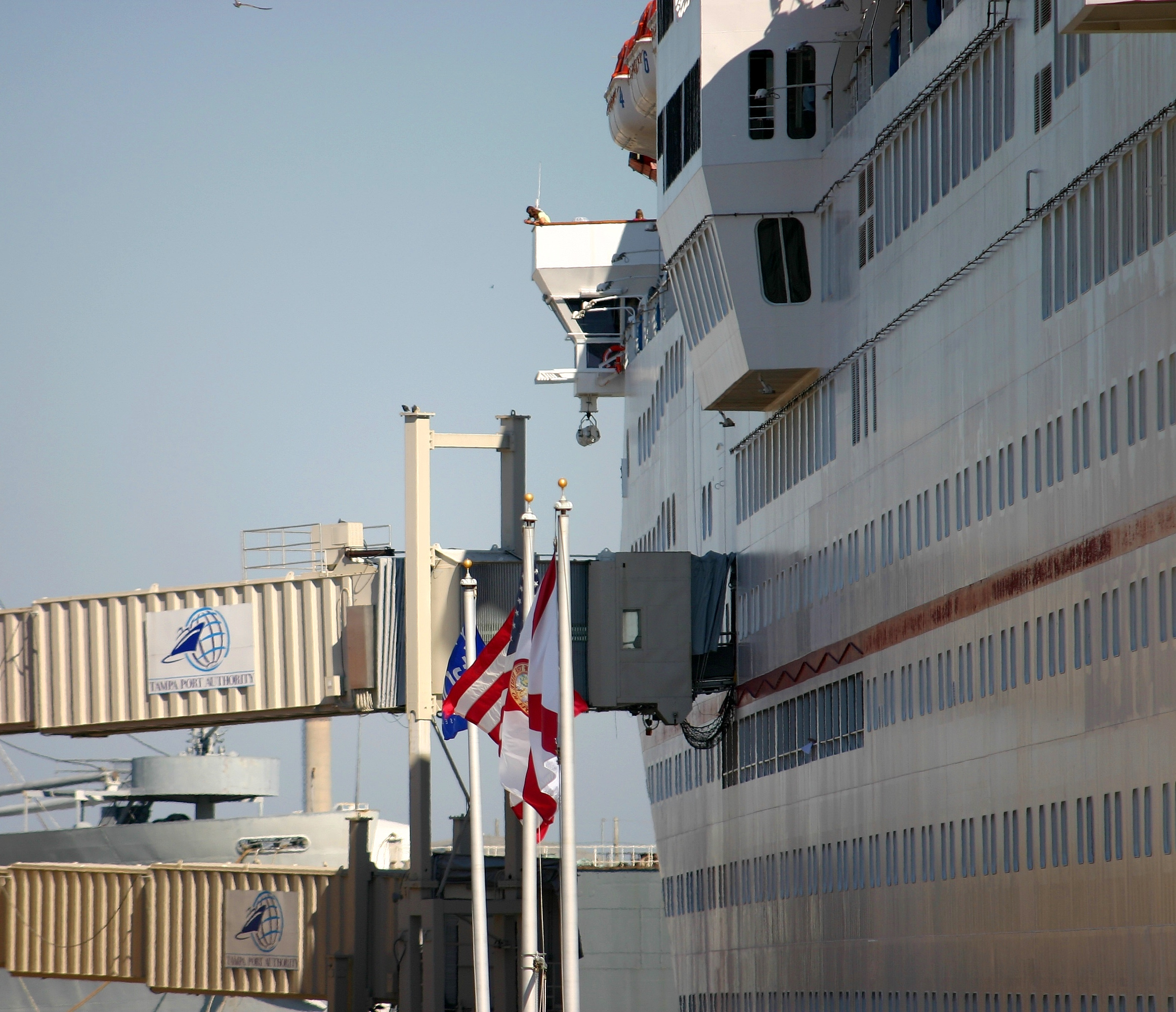

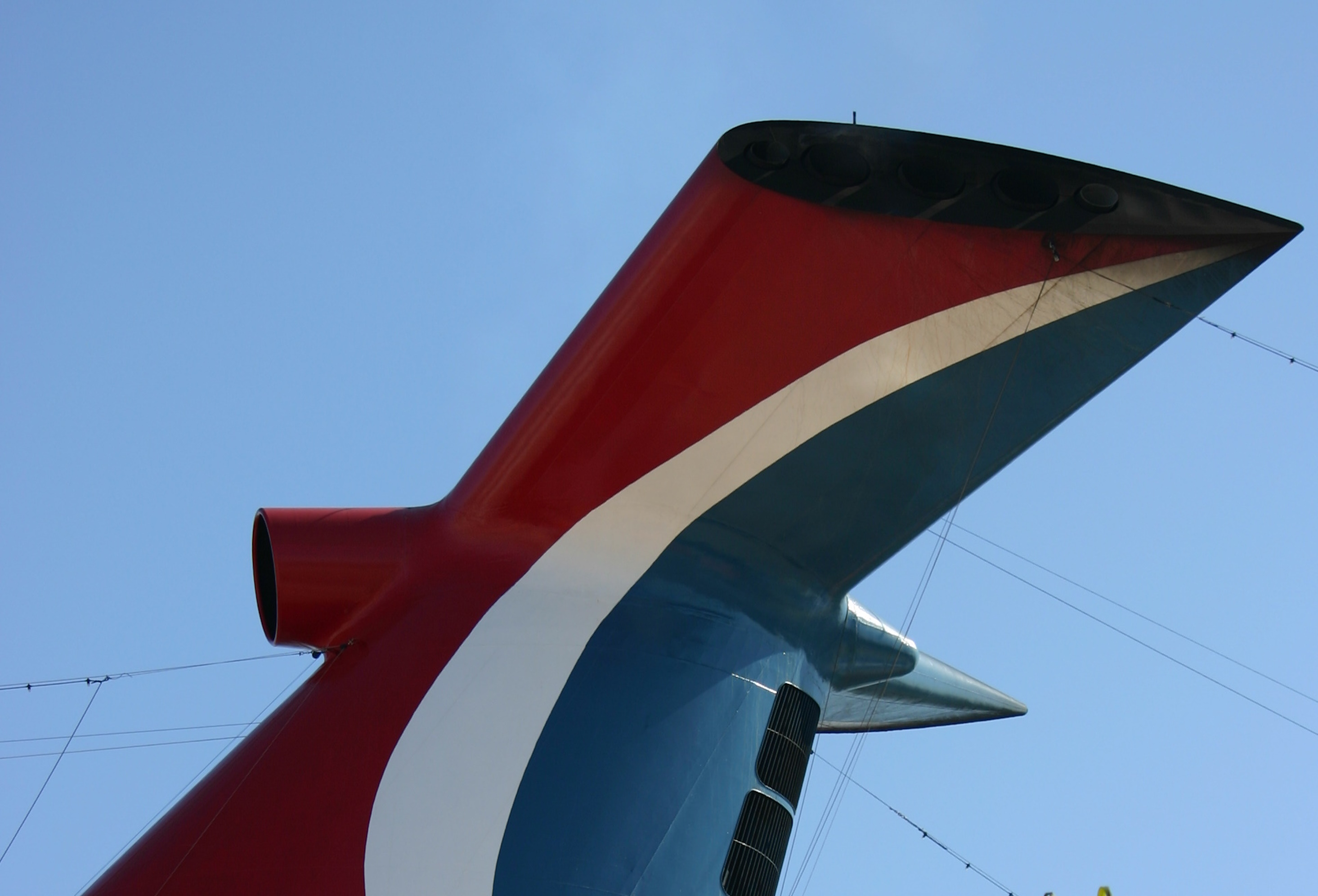

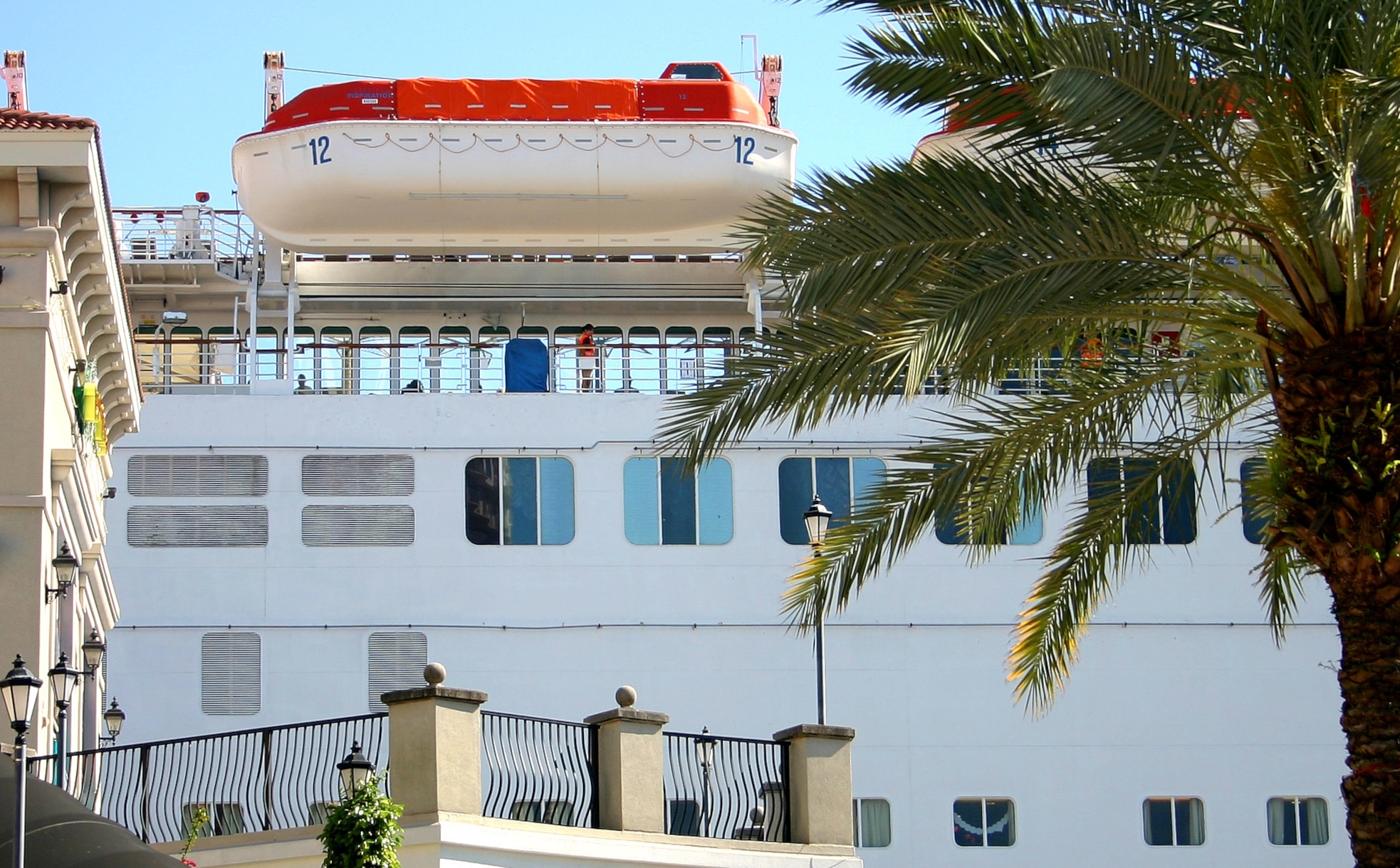

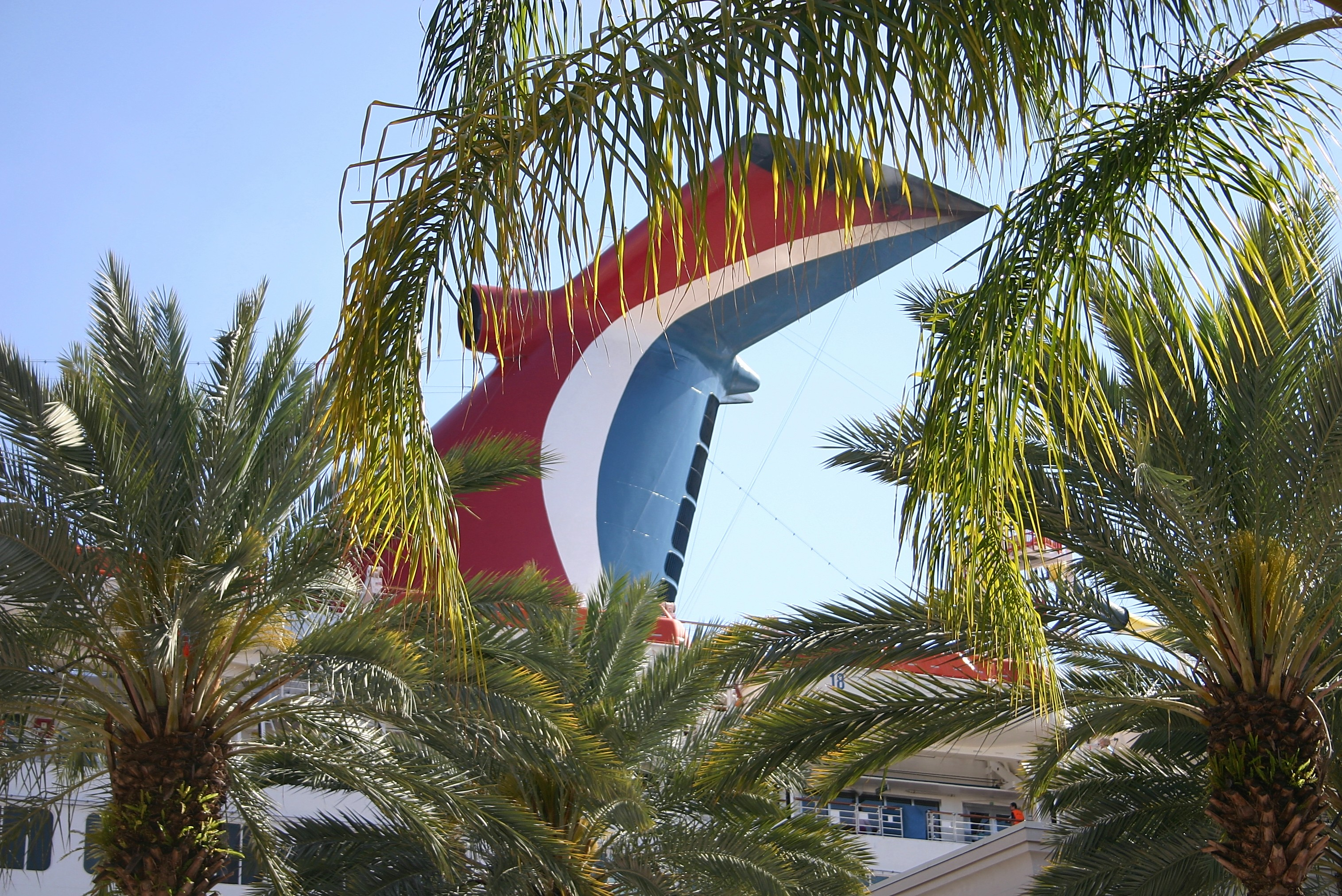

Die Carnival Inspiration wurde von der EU-zertifizierten Abwrackwerft Ege Çelik erworben. Mangels ausreichender Kapazität wurde das Schiff jedoch bei Metas, einer kürzlich von Ege Çelik erworbenen, nicht EU-zertifizierten Abwrackwerft verschrottet. Dabei kam es am 12. Juli 2021 zu einer Explosion im Maschinenraum, wobei 2 Menschen starben.